# Ел Серо Мишон (Њу Мексико)
Ел Серо Мишон (енгл. El Cerro Mission) насељено је место без административног статуса у америчкој савезној држави Њу Мексико.

## Демографија
По попису из 2010. године број становника је 4.657.
| Група             | 2000.    | 2010.         |
| Белци             | 0 (0,0%) | 1.106 (23,7%) |
| Афроамериканци    | 0 (0,0%) | 35 (0,8%)     |
| Азијати           | 0 (0,0%) | 37 (0,8%)     |
| Хиспаноамериканци | 0 (0,0%) | 3.375 (72,5%) |
| Укупно            | 0        | 4.657         |